# 泡坂妻夫
泡坂 妻夫（あわさか つまお、本名：厚川 昌男（あつかわ まさお）、1933年5月9日 - 2009年2月3日）は、日本の推理作家、小説家。東京府・東京市神田区（現・東京都千代田区）出身。東京都立九段高等学校卒。
筆名の"泡"は正しくは「泡󠄁」で、旁が"己"ではなく"巳"。筆名は本名のアナグラムである。

## 経歴
東京・神田で「松葉屋」の屋号を持つ紋章上絵師（もんしょううわえし・和服に家紋を描き入れる専門の絵師）の家に生まれる。定時制で高校に通いながら約5年の会社勤めを経て、家業を継いで上絵師として働く。家業の傍ら幻影城新人賞に応募した短篇『DL2号機事件』が佳作入選、1976年に43歳にして遅咲きの作家デビューを果たした。なお、デビュー当初は、筆名の由来について質問されると本名のアナグラムであることが恥ずかしくて説明できず、「家の近くは元、鈴木阿波守の下屋敷があったところで、その前の坂を阿波坂といいます、姓はその阿波坂をとり名の方は妻の姓「妻野」の一字をもらいました」という嘘の説明をしていたという。
その逆説を多用する作風から「日本のチェスタトン」と呼ばれた。また、劇中で用いられているトリックのタネを書籍自体に施した『しあわせの書』や、袋綴じされているページを切り開くと内容が変化する『生者と死者』など、紙媒体でしか成立し得ない仕掛けを施し、遊び心と技巧が一体となった作品がある。
文章中に繰り返し符号「々」を使用しないことが知られている。
作中で活躍する探偵役としては、亜愛一郎、曾我佳城、ヨギ ガンジー等。作品世界はすべて繋がっているらしく、ある作品の登場人物が別シリーズの作品にチラリと登場したり、時代小説にも先祖らしき人物が現れたりする。シリーズを終了させる際にパーティ場面を設定して、これまでの全主要人物が一堂に会する恒例のパターンなど、こまかな遊びがファンを喜ばせている。
また、泉鏡花文学賞を受賞した『折鶴』、直木賞を受賞した『蔭桔梗』などは、職人の世界を舞台にした「人情もの」小説である。このころになると、初期のオフビートな、ユーモラスな文体は、しっとりと情趣の濃いものに変化している。
奇術愛好家兼奇術師としても有名であり、邪宗門奇術クラブに所属し、創作奇術を発表していた。1969年には考案した奇術をまとめた『厚川昌男作品集』で第2回石田天海賞を受賞している。また、自身の名を冠した奇術の賞に厚川昌男賞がある。
作家活動と並行して家業の紋章上絵師の仕事も続け、その経験・知識から、家紋についての本も著している。
2009年2月3日、急性大動脈解離のため東京都内の病院で75歳で他界した。15年ぶりのシリーズ再開で、死の前日まで執筆した『ヨギ ガンジー、最後の妖術』が絶筆となった。

## 受賞
- 1975年 - 『DL2号機事件』で第1回幻影城新人賞に佳作入選。
- 1978年 - 『乱れからくり』で第31回日本推理作家協会賞を受賞。
- 1982年 - 『喜劇悲奇劇』で第9回角川小説賞を受賞。
- 1988年 - 『折鶴』で第16回泉鏡花文学賞を受賞。
- 1990年 - 『蔭桔梗』で第103回直木賞を受賞。

## 作品リスト

### 小説

#### 亜愛一郎シリーズ
- 亜愛一郎の狼狽（1978年5月 幻影城ノベルス / 1981年11月 角川書店 / 1985年3月 角川文庫 / 1994年8月 創元推理文庫）
- 亜愛一郎の転倒（1982年7月 角川書店 / 1997年6月 創元推理文庫）
- 亜愛一郎の逃亡（1984年12月 角川書店 / 1997年7月 創元推理文庫）

#### 曾我佳城シリーズ
- 天井のとらんぷ（1983年6月 講談社ノベルス / 1986年8月 講談社文庫）
- 花火と銃声（1988年6月 講談社ノベルス / 1992年8月 講談社文庫）
- 奇術探偵 曾我佳城全集（2000年7月 講談社 / 2020年1月 創元推理文庫【上・下】）
  - 上2冊の合本+数編の短編（本シリーズの完結編となる短編を含む）
- 奇術探偵 曾我佳城全集 秘の巻（2003年6月 講談社文庫）
- 奇術探偵 曾我佳城全集 戯の巻（2003年6月 講談社文庫）
  - 『奇術探偵 曾我佳城全集』の分冊文庫化。収録順が単行本及び創元推理文庫版と異なっている。

#### ヨギ ガンジーシリーズ
- ヨギ ガンジーの妖術（1984年1月 新潮社 / 1987年1月 新潮文庫 / 2018年6月 新潮文庫[改版]） ※連作短編集
- しあわせの書〜迷探偵ヨギ ガンジーの心霊術（1987年7月 新潮文庫）
- 生者と死者〜酩探偵ヨギ ガンジーの透視術（1994年10月 新潮文庫）
  - 泡坂妻夫引退公演（東京創元社）、泡坂妻夫引退公演 手妻篇（創元推理文庫）に「カルダモンの匂い」「未確認飛行原人」「ヨギ ガンジー、最後の妖術」の3篇収録。

#### 海方・小湊シリーズ
- 死者の輪舞（1985年5月 講談社 / 1989年1月 講談社文庫 / 1993年5月 出版芸術社 / 2019年2月 河出文庫）
- 毒薬の輪舞（1990年4月 講談社 / 1993年9月 講談社文庫 / 2019年4月 河出文庫）

#### 宝引の辰捕者帳
- 鬼女の鱗（1988年3月 実業之日本社 / 1992年2月 文春文庫）
- 自来也小町（1994年6月 文藝春秋 / 1997年6月 文春文庫）
- 凧をみる武士（1995年5月 日本放送出版協会 / 1999年8月 文春文庫）
- 朱房の鷹（1999年4月 文藝春秋 / 2002年7月 文春文庫）
- 鳥居の赤兵衛（2004年8月 文藝春秋 / 2007年8月 文春文庫）
- 織姫かえる（2008年8月 文藝春秋）
- 夜光亭の一夜 宝引の辰捕者帳ミステリ傑作選（2018年8月 創元推理文庫）
  - 上記6冊から作品13編を再収録。末國善己編。

#### 夢裡庵先生捕物帳
- びいどろの筆（1989年2月 徳間書店 / 1992年11月 徳間文庫）
- からくり富（1996年5月 徳間書店 / 1999年7月 徳間文庫）
- 飛奴（2002年10月 徳間書店 / 2005年1月 徳間文庫）
- 夢裡庵先生捕物帳（2017年12月 徳間文庫【上・下】）
  - 上記の3冊を上下巻2冊に合本

#### その他の長編
- 11枚のとらんぷ（1976年10月 幻影城ノベルス / 1979年8月 角川文庫 / 1988年11月 双葉文庫 / 1993年5月 創元推理文庫 / 2014年6月 角川文庫）
- 乱れからくり（1977年12月 幻影城ノベルス / 1979年4月 角川文庫 / 1988年2月 双葉文庫 / 1993年9月 創元推理文庫 / 1996年10月 角川文庫 / 1997年11月 双葉文庫）
- 湖底のまつり（1978年11月 幻影城ノベルス / 1980年4月 角川文庫 / 1989年11月 双葉文庫 / 1994年6月 創元推理文庫）
- 花嫁のさけび（1980年1月 講談社 / 1983年8月 講談社文庫 / 1999年7月 ハルキ文庫 / 2017年11月 河出文庫）
- 迷蝶の島（1980年12月 文藝春秋 / 1987年2月 文春文庫 / 2018年3月 河出文庫）
- 喜劇悲奇劇（1982年5月 カドカワノベルズ / 1985年10月 角川文庫 / 1999年5月 ハルキ文庫 / 2010年1月 創元推理文庫）
- 妖女のねむり（1983年7月 新潮社 / 1986年1月 新潮文庫 / 1999年4月 ハルキ文庫 / 2010年6月 創元推理文庫）
- 花嫁は二度眠る（1984年4月 カッパ・ノベルス / 1989年4月 光文社文庫）
- 猫女（1985年12月 フタバノベルス / 1990年7月 双葉文庫）
- 斜光（1988年7月 カドカワノベルズ / 1991年5月 角川文庫 / 2001年6月 扶桑社文庫※「斜光―昭和ミステリ秘宝」として長編「黒き舞楽」、短編「かげろう飛車」が併録されている）
- 黒き舞楽（1990年3月 白水社 / 1993年12月 新潮文庫 / 2001年6月 扶桑社文庫※上記の「斜光―昭和ミステリ秘宝」収録）
- 旋風（1992年5月 集英社 / 1995年2月 集英社文庫）
- 写楽百面相（1993年7月 新潮社 / 1996年9月 新潮文庫 / 2005年12月 文春文庫 / 2024年9月 創元推理文庫）
- 弓形の月（1994年4月 双葉社 / 1996年8月 双葉文庫）
- からくり東海道（1996年9月 光文社 / 1999年6月 光文社時代小説文庫）
- 春のとなり（2006年4月 南雲堂）

#### その他の短編集
- 煙の殺意（1980年11月 講談社 / 1984年10月 講談社文庫 / 2001年11月 創元推理文庫）
- ゆきなだれ（1985年2月 文藝春秋 / 1988年4月 文春文庫）
- ダイヤル7をまわす時（1985年12月 光文社 / 1990年4月 光文社文庫 / 2023年2月 創元推理文庫）
- 妖盗S79号（1987年7月 文藝春秋 / 1990年6月 文春文庫 / 2018年1月 河出文庫）
- 奇跡の男（1988年2月 光文社 / 1991年2月 光文社文庫 / 2018年5月 徳間文庫）
- 折鶴（1988年3月 文藝春秋 / 1991年1月 文春文庫 / 2023年5月 創元推理文庫）
- 蔭桔梗（1990年2月 新潮社 / 1993年3月 新潮文庫 / 2023年8月 創元推理文庫）
  - 収録作品：増山雁金「小説新潮」昭和63年8月号     / 遺影「野性時代」平成元年10月号 / 絹針「小説新潮」昭和61年4月号 / 簪「小説新潮」昭和60年10月号 / 蔭桔梗「小説新潮」昭和62年10月号 / 弱竹さんの字「小説新潮」平成元年1月増刊号 / 十一月五日「小説新潮」昭和62年2月号 / 竜田川「小説すばる」昭和63年8月臨時増刊号 / くれまどう「週刊小説」昭和60年12月20日号 / 色揚げ「小説新潮」昭和61年10月号 / 校舎惜別「小説新潮」平成元年9月号
- 砂のアラベスク（1990年10月 文藝春秋 / 1993年10月 文春文庫）
  - 収録作品：砂のアラベスク「オール讀物」平成元年7月号 / ソンブラの愛「別冊文藝春秋」平成元年夏号 / 夜の人形「オール讀物」昭和62年9月号 / 裸の真波(まなみ)「別冊文藝春秋」平成2年秋号
- ぼくたちの太陽（1991年1月 光文社）
  - 【改題】雨女（1997年3月 光文社文庫）
  - 収録作品：雨女(あめおんな)「小説宝石」昭和63年10月 / 蘭(らん)の女「別冊小説宝石」平成元年 / 三人目の女「小説宝石」平成2年10月 / ぼくたちの太陽「ＥＱ」昭和63年11月 / 危険なステーキ「小説宝石」平成元年9月 / 凶手(きょうしゅ)の影「ＥＱ」平成2年10月
- 夢の密室（1993年8月 光文社 / 1998年3月 光文社文庫）
- 恋路吟行（1993年10月 集英社 / 1997年5月 集英社文庫）
- 泡坂妻夫の怖い話（1995年5月 新潮社 / 1998年7月 新潮文庫）
- 砂時計（1996年12月 光文社 / 2000年3月 光文社文庫）
- 亜智一郎の恐慌（1997年12月 双葉社 / 2000年7月 双葉文庫 / 2004年1月 創元推理文庫）
- 鬼子母像（1998年12月 祥伝社 / 2003年2月 光文社文庫）
- 比翼（2001年2月 光文社 / 2003年8月 光文社文庫）
- 蚊取湖殺人事件（2005年3月 光文社文庫）
- 揚羽蝶（2006年11月 徳間書店）
- トリュフとトナカイ（2006年11月 岩崎書店）
- 泡坂妻夫引退公演（2012年8月 東京創元社）
  - 泡坂妻夫引退公演 絡繰篇（2019年4月 創元推理文庫）
  - 泡坂妻夫引退公演 手妻篇（2019年4月 創元推理文庫）

#### 厚川昌男名義の短編
- 東洲斎写楽（1952年3月「九段」第4号）
  - 「九段」は、都立九段高校第二部生徒会雑誌。泡坂氏が同校の高校3年時に書いたもの。

### 小説以外の著作
- 秘文字（1979年2月 社会思想社 / 1983年3月 社会思想社）
  - 3人の作家（泡坂と中井英夫・日影丈吉）による書き下ろし短編の全文を、暗号化した作品集。1979年版では、暗号化以前の平文（原文）は収録されていなかった。泡坂の提供作「かげろう飛車」の原文は、後に扶桑社文庫版「斜光」に収録された。
- トリック交響曲（1981年2月 時事通信社 / 1985年3月 文春文庫）※エッセイ集
- 魔術館の一夜（1983年2月 社会思想社 / 1987年5月 現代教養文庫）※奇術ショートショート集
- ミステリーでも奇術でも（1989年10月 文藝春秋 / 1992年10月 文春文庫）※エッセイ集
- 家紋の話 上絵師が語る紋章の美（1997年11月 新潮選書）※エッセイ
- 泡亭の一夜（1999年10月 新潮社 / 2002年7月 新潮文庫）※新作落語集とエッセイ
- 大江戸奇術考 手妻・からくり・見立ての世界（2001年4月 平凡社新書）※奇術エッセイ集
- 泡坂妻夫 マジックの世界（2006年12月 東京堂出版）※創作マジック集
- 卍の魔力、巴の呪力 家紋おもしろ語り（2008年4月 新潮選書）

### 編纂
- 日本の名随筆 別巻7 奇術（1991年9月 作品社）

## 海外への翻訳

### アメリカ
- Fox's Wedding（"Ellery Queen's Mystery Magazine"July/August 2021） - DL2号機事件
- The Card on the Ceiling（"Ellery Queen's Mystery Magazine"November/December 2022） - 天井のとらんぷ

### 中国（簡化字）
- 幸福之书 : 侦探甘地的读心术（2012年5月、新星出版社） - しあわせの書〜迷探偵ヨギ ガンジーの心霊術
- 湖底的祭典 （2013年3月、吉林出版集团有限责任公司） - 湖底のまつり
- 十一张牌 （2013年4月、吉林出版集团有限责任公司） - 11枚のトランプ
- 失控的玩具 （2013年4月、吉林出版集团有限责任公司） - 乱れからくり
- 奇术侦探曾我佳城・秘之卷 （2013年6月、吉林出版集团有限责任公司） - 奇術探偵 曾我佳城全集（秘の巻）
- 奇术侦探曾我佳城・戏之卷 （2013年6月、吉林出版集团有限责任公司） - 奇術探偵 曾我佳城全集（戯の巻）
- 荫桔梗 （2013年7月、吉林出版集团有限责任公司） - 蔭桔梗
- 亚爱一郎的狼狈 （2014年9月、吉林出版集团有限责任公司） - 亜愛一郎の狼狽

### 台湾（正体字）
- 蔭桔梗 （1991年、皇冠文化、許珀理訳） - 蔭桔梗
- 失控的玩具 （1999年、台灣英文雜誌社有限公司、刘子倩訳） - 乱れからくり
- 亞愛一郎的狼狽 （2010年1月、獨步文化、王華懋訳、ISBN 9789866562433） - 亜愛一郎の狼
- 亞愛一郎的慌乱 （2010年9月、獨步文化、王華懋訳、ISBN 9789866562655） - 亜愛一郎の転倒
- 亞愛一郎的逃亡 （2011年4月、獨步文化、王華懋訳、ISBN 9789866562914） - 亜愛一郎の逃亡
- 11張撲克牌 （2011年9月、獨步文化、王華懋訳、ISBN 9789866562990） - 11枚のトランプ
- 幸福之書：迷偵探約吉・甘地之心靈術 （2010年10月、新雨出版社、張嘉芬訳、ISBN 9789862270752） - しあわせの書〜迷探偵ヨギ ガンジーの心霊術

### 大韓民国
- 아 아이이치로의 낭패 （2010年7月、出版：シゴンサ（Sigongsa）、訳：クォン・ヨンジュ、ISBN 9788952758743） - 亜愛一郎の狼狽

## 映像化作品

### 映画
- 乱れからくり（1979年4月28日公開、配給：東宝、監督：児玉進、主演：松田優作）

### テレビドラマ
テレビ朝日系
- 土曜ワイド劇場
  - 映画スター殺人事件（1981年6月6日、主演：島田陽子、原作：花嫁のさけび）
  - 花嫁のさけび（2008年4月5日、主演：浅野ゆう子）

日本テレビ系
- 火曜サスペンス劇場
  - 乱れからくり ねじ屋敷連続殺人事件（1982年3月23日、主演：古城都、原作：乱れからくり）
  - 猫に憑かれた花嫁（1987年8月4日、主演：泉ピン子、原作：猫女）
  - 新婚 団地妻殺人事件（1990年6月26日、主演：山口智子、原作：飛んでくる声）

フジテレビ・関西テレビ系
- 現代恐怖サスペンス
  - 赤の追想（1988年7月25日、主演：樋口可南子）

NHK総合テレビ
- 金曜時代劇
  - 宝引の辰捕者帳（1995年3月31日 - 1995年8月18日、全21話、主演：小林薫）

TBS系
- 月曜ドラマスペシャル
  - 斜光（1998年6月22日、主演：名取裕子）

テレビ東京系
- 水曜ミステリー9
  - カメラマン亜愛一郎の迷宮推理（2013年11月13日、主演：市川猿之助）